# Агалеи
Агалеи (грч. Αγαλαίοι) је насељено место у општини Гребен у периферији Западна Македонија, Грчка. Према попису из 2021. године било је 38 становника.
Према бугарском географу и историчару, Василу Канчову, у Агалеију је 1900. године живело 91 Грк хришћанин и 90 Грка муслимана (Валахади). Током Првог светског рата хришћанско становништво се иселило, тако је 1920. у селу било 84 житеља. Године 1923. муслиманско становништво је принудно исељено у Турску а на њихово место је насељена 31 грчка избегличка породица, којих је на попису из 1928. године било 75.